# Lamellitettigodes sumatrana
Lamellitettigodes sumatrana is een rechtvleugelig insect uit de familie doornsprinkhanen (Tetrigidae). De wetenschappelijke naam van deze soort is voor het eerst geldig gepubliceerd in 1898 door Bolívar.